# Теллурайд (кинофестиваль)
Кинофестиваль «Теллурайд» (англ. The Telluride Film Festival (TFF)) — это кинофорум, который проводится ежегодно в выходные дни перед Днем труда (первый понедельник сентября) в г. Тельюрайд, Колорадо.

## История
Фестиваль «Теллурайд» был основан в 1974 году Советом Теллурида по искусствам и гуманитарным наукам, Биллом и Стеллой Пенс, а также архивариусом Томом Ладди и историком кино Джеймсом Кардом из Eastman-Kodak Film Preserve. Его курирует организация National Film Preserve.
В 2007 году семья Пенсов отошла от забот о развитии кинофестиваля. С тех пор руководить проведением «Теллурайда» было поручено актрисе и продюсеру Джули Хантсингер, Гэри Мейеру и Тому Ладди. При этом Хантсингер занимает должность исполнительного директора по проведению кинофестиваля.
В 2010 году кинофестиваль «Теллурайд» стал партнером школы кино, театра и телевидения UCLA TFT. Благодаря этому появилась программа FilmLab, ориентированная на развитие искусства и индустрии кинематографа. Эта программа была специально разработана для десяти избранных выпускников-кинематографистов из UCLA. В 2012 году партнерская программа была расширена благодаря созданию взаимно курируемой кинопрограммы на базе обучения Калифорнийского университета в Лос-Анджелесе, кампус Вествуда.
В 2013 году фестиваль отпраздновал свое 40-летие с добавлением новой площадки для проведения — театра Вернера Херцога.

## Программа
Кинофестиваль «Теллурайд» — единственное крупное событие киноиндустрии, программа которого держится в секрете до самого открытия. Опубликованные программы обычно состоят из смеси независимых фильмов, серьезных фильмов, претендующих на победу, и кинолент на иностранных языках авторства знаменитых режиссеров.
Основная часть программы кинофестиваля состоит из новых фильмов. Также существует неофициальная традиция, что фильмы, которые могут быть продемонстрированы на кинофестивале «Теллурайд», должны быть впервые показаны именно в Северной Америке. Только выполнение такого правила дает им право на участие в фестивале.
«Теллурайд» проходит сразу после Каннского кинофестиваля, перед началом Международного кинофестиваля в Торонто и Нью-Йоркского кинофестиваля. Такое обилие кинофестивалей, проходящих один за другим, вызвано дебютами ряда важных новых фильмов и режиссеров. Это утверждение особенно верно в отношении Майкла Мура (чей первый фильм «Роджер и я» был показан впервые в 1989 году) и Роберта Родригеса (чья первая работа «Музыкант» — оригинальное название «El Mariachi» — была показана на фестивале в 1992 году). На фестивале также состоялась американская премьера таких фильмов, как «Мой ужин с Андре» (Луи Малль, 1981), «Страннее Рая» (Джим Джармуш, 1984), «Синий бархат» (Дэвид Линч, 1986), «Гражданская война» (Кен Бернс, 1990), «Плачущая игра» (Нил Джордан, 1992), «Малхолланд Драйв» (Дэвид Линч, 2001), «Горбатая гора» (Энг Ли, 2005), «Игра в имитацию» (Мортен Тильдум, 2014), «Салли» (Клинт Иствуд, 2016), «Лунный свет» (Барри Дженкинс, 2016) и «Леди Берд» (Грета Гервиг, 2017).
По состоянию на 2015 год программа кинофестиваля составляется исполнительным директором Джули Хантсингер, а также основателем и художественным руководителем Томом Ладди. В дополнение к этому разработкой программы занимается один приглашенный режиссер Теллуридского кинофестиваля, который меняется каждый год. Среди них были: Эррол Моррис, Питер Богданович, Бертран Тавернье, Салман Рушди, Дон Делилло, Питер Селларс, Стивен Сондхейм, Бак Генри и Майкл Ондатже.

### Серебряный медальон
С 1995 года на кинофестивале стал вручаться «Серебряный медальон». Как правило, эта награда достается не режиссеру, а компании, которая оказала значительное влияние на американскую или международную кинокультуру. Среди последних номинантов — Милош Стехлик (основатель компании Facets Multi-Media), HBO, французский киножурнал Positif, Тед Тернер, и Janus Films.

## Стилистика кинофестиваля
Дизайн плакатов и промоматериалов для кинофестиваля «Теллурайд» делается индивидуально каждый год. Среди тех, кто принимал участие в их создании, — Чак Джонс, Дэвид Салл, Дотти Атти, Джим Дайн, Эд Раша, Франческо Клементе, Дэйв Маккин, Гэри Ларсон, американские художники, близнецы Дуг и Майк Старн. Единственным требованием к дизайну плаката и промоматериалов заключается в том, что на них должно присутствовать слово SHOW. Это дань уважения большой светящейся вывеске, на которой написано «SHOW». Она располагается около Оперного театра Шеридан (которым управляли Билл и Стелла Пенс) — места проведения кинофестиваля.
После того как в 2001 году Салман Рушди стал приглашенным режиссером, он сделал такое признание: «В наш век торжества капитализма необычайно интересно было открыть для себя событие, посвященное не коммерции, а любви». Кинокритик «Los Angeles Times» Кеннет Туран писал в 2002 году: «Теплая кинематографическая вселенная, которую „Теллурайд“ создает в выходные перед Днем труда, всегда была скорее религией, чем чем-то таким же обычным, как фестиваль, полный мессианских верующих и агностиков». А историк кино из Дартмутского колледжа Джеффри Руофф отметил в 2015 году: «Ранний шум в Теллуриде открывает осенний сезон спекуляций североамериканскими премиями, достигающих кульминации с вручением Оскаров».

## Киноархив
В киноархиве Academy Film Archive хранится коллекция, посвященная материалам с кинофестиваля «Теллурайд». Она состоит из записей бесед с культовыми кинематографистами, трибьютов, симпозиумов и семинаров, датируемых 1978 годом.